# Comuna Karnobat, Burgas
Obștina Karnobat (comuna Karnobat; în bulgară Карнобат) este o unitate administrativă în regiunea Burgas din Bulgaria.

## Demografie
Componența etnică a obștinei Karnobat
     Romi (4,71%)
     Turci (8,34%)
     Bulgari (74,69%)
     Nicio identificare (11,11%)
     Altele (1,13%)
La recensământul din 2011, populația comunei Karnobat era de 25.477 locuitori. Din punct de vedere etnic, majoritatea locuitorilor (74,69%) erau bulgari, existând și minorități de romi (4,71%) și turci (8,34%). Pentru 11,11% din locuitori nu este cunoscută apartenența etnică.